# Qing He (vattendrag i Kina, lat 41,69, long 121,45)
Qing He (kinesiska: 清河) är ett vattendrag i Kina. Det ligger i provinsen Liaoning, i den nordöstra delen av landet, omkring 160 kilometer väster om provinshuvudstaden Shenyang.
Genomsnittlig årsnederbörd är 737 millimeter. Den regnigaste månaden är juli, med i genomsnitt 168 mm nederbörd, och den torraste är januari, med 4 mm nederbörd.